# Bareilly (Distrikt)
Der Distrikt Bareilly (Hindi बरेली जिला, Urdu ضلع بریلی), auch Bareli oder Bans Bareli, ist ein Distrikt im nordindischen Bundesstaat Uttar Pradesh. Verwaltungssitz ist die Stadt Bareilly.

## Geographie und Klima
Topographisch ist der Distrikt weitgehend eine Ebene mit einem Nord-Süd-Gefälle. Hauptsächliches Fließgewässer ist der Fluss Ramganga, ein Zufluss des Ganges, der von Westen durch Bareilly in südöstliche Richtung fließt. Daneben gibt es zahlreiche kleinere Bäche und Flüsse, die zum großen Teil in den Ramganga münden.
Das Klima Bareillys entspricht dem Klima des Vorlands des Himalaya und ist vom Monsun geprägt. Es gibt vier Jahreszeiten: die kalte Saison von Dezember bis Februar, der Sommer bis Mitte Juni, die Regenzeit des Südwestmonsuns bis Ende September und die Nach-Monsunzeit im Oktober und November. Der Jahresniederschlag fällt zu fast 90 % während der Monsunzeit und variiert mit den Jahren. In der Zeitperiode zwischen 1901 und 1950 wurden jährliche Niederschlagsmengen zwischen minimal 600 mm und maximal 1900 mm gemessen. Im Januar (dem kältesten Monat) wurden im Mittel minimal etwa 8 °C und maximal 21,6 °C gemessen und im Mai und Juni, den heißesten Monaten lagen die entsprechenden Minimal- und Maximaltemperaturen bei 25,2 °C und 39,7 °C. Die extremsten dokumentierten Temperaturen waren 46,6 °C am 29. Mai 1884 und 0,0 °C am 2. Februar 1905 (Klimadaten aus den Jahren vor 1968).

## Geschichte

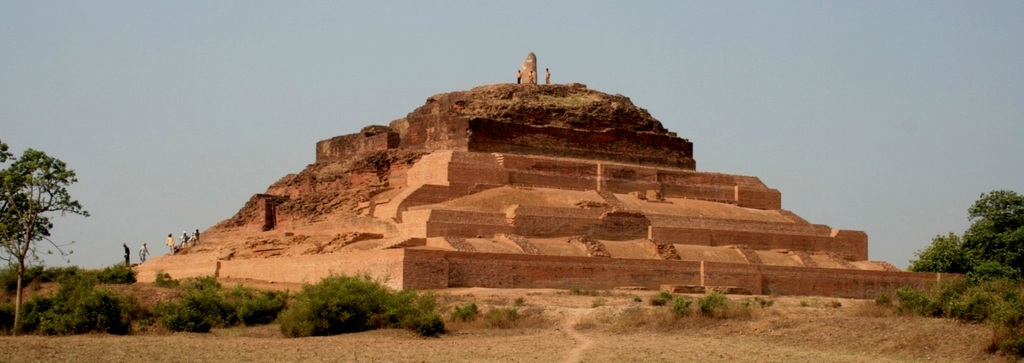
Historische Ruinen von Ahichchhatra

Der Distrikt Bareilly liegt im Zentrum der historischen Region Rohilkhand. Der Distriktname leitet sich von seiner Hauptstadt ab, die der Überlieferung nach im Jahr 1537 gegründet wurde. Im Distrikt befinden sich die Ruinen von Ahichchhatra, der Hauptstadt des Königreichs Nord-Panchala aus der späten vedischen Zeit (ca. 900–500 v. Chr.). Die Region war Teil des Sultanats von Delhi, bevor sie vom aufstrebenden Mogulreich erobert wurde. Im Jahr 1801 kam Rohilkhand unter die Herrschaft der Britischen Ostindien-Kompanie und wurde administrativ in die beiden Distrikte Bareilly und Moradabad eingeteilt. Der damalige Distrikt Bareilly umfasste das Gebiet der späteren Distrikte Shahjahanpur, Pilibhit, Nainital und Teile von Badaun und Lakhimpur Kheri. In den folgenden Jahrzehnten wurden die Distriktgrenzen mehrfach angepasst und geändert. Der Distrikt war administrativ zunächst Teil der Ceded and Conquered Provinces und kam danach zu den North-Western Provinces and Oudh. Diese wurden 1902 zu den United Provinces of Agra and Oudh reorganisiert und 1935 in United Provinces umbenannt, woraus nach der Unabhängigkeit Indiens der Bundesstaat Uttar Pradesh entstand.

## Bevölkerung
Die Einwohnerzahl lag bei der Volkszählung 2011 bei 4.448.359. Die Bevölkerungswachstumsrate im Zeitraum von 2001 bis 2011 betrug 22,93 % und war damit sehr hoch. Bareilly hatte ein Geschlechterverhältnis von 887 Frauen pro 1000 Männer und eine Alphabetisierungsrate von 58,5 %, eine Steigerung um elf Prozentpunkte gegenüber dem Jahr 2001. 63,3 % der Bevölkerung waren Hindus und ca. 34,5 % Muslime. Sonstige religiöse Gruppen hatten einen Anteil von ca. 1,7 % an der Gesamtbevölkerung.
Die Urbanisierungsrate des Distrikts lag bei 35,3 %. Größte Agglomeration war Bareilly mit 985.752 Einwohnern.